# Edese Golf Club
De Edese Golf Club Papendal is een Nederlandse golfclub bij Arnhem, opgericht in 1978. De club heeft ongeveer 900 leden.

## Historie
De Edese Golf Club werd in 1978 opgericht in een periode waarin er op meer plaatsen in Nederland golfclubs in oprichting waren. In de jaren vijftig en zestig waren er vijf nieuwe clubs bijgekomen naast de 16 bestaande clubs, die bijna allemaal dateerden uit het begin van de 20e eeuw. In de jaren zeventig begon de populariteit van de golfsport flink toe te nemen en dat resulteerde in een aanzienlijke toeneming van het aantal initiatieven om clubs te vestigen door het hele land. Wat anciënniteit betreft is de Edese Golf Club de 32e golfclub in Nederland.
Zoals de naam al aangeeft werd het initiatief tot oprichting genomen door inwoners van de gemeente Ede, maar de raad heeft nooit ingestemd met het ontwikkelen van een terrein voor een golfbaan in zijn gemeente. Het toeval wilde evenwel, dat de NGF op het terrein van de toenmalige NSF op het landgoed Papendal een driving range had aangelegd met het doel daar een golfacademy te vestigen. Dit terrein werd gehuurd om de nieuwe leden gelegenheid te geven om de eerste beginselen van het golfspel onder de knie te krijgen. Spoedig bleek dat er een mogelijkheid was om rondom de driving range een par 3-baantje aan te leggen, dat in 1981 officieel in gebruik werd genomen. In 1981 kwamen ook de onderhandelingen met de NSF en de gemeente Arnhem op gang om een negen holesbaan aan te leggen op het terrein van Papendal. Uiteindelijk werd die baan in 1984 officieel geopend door de voorzitter van de NGF. De club kreeg toen ook de B-status. Dit werd in 1988 al veranderd in de A-status.
In 1984 zijn de eerste 9 holes aangelegd onder architectuur van Frank Pennink. Uiteindelijk werd die baan in 1984 officieel geopend door de voorzitter van de NGF. De club kreeg toen ook de B-status. Dit werd in 1988 al veranderd in de A-status.
Een nieuw bestuur met veel ambitie zette zich vanaf 1986 onmiddellijk in voor uitbreiding van de baan naar 18 holes. Opnieuw vereiste dat veel overleg met de gemeente, de NSF en de NGF. In 1991 kwam eindelijk het groene licht en werd er begonnen met de aanleg van de baan zoals we die nu kennen, terwijl tevens een nieuw clubhuis werd gebouwd. In 1993 werden de nieuwe baan en het clubhuis feestelijk geopend, precies 15 jaar na de oprichting van de Edese.
In 2005 kreeg de Edese Golfclub als vijfde baan in Nederland het certificaat Committed to Green. In 2008 is de baan gerenoveerd.
Ondanks vele pogingen van leden, waarvan vele uit Arnhem of omgeving kwamen, om de naam te wijzigen zodat de gemeente Arnhem recht werd gedaan, heeft dat nooit de goedkeuring gekregen van de algemene vergadering. De recente toevoeging van het woord Papendal geeft in elk geval de geografische ligging beter weer.
In loop der jaren hebben enkele drastische maatregelen er voor gezorgd dat de kwaliteit van de baan enorm is verbeterd. De huidige baan mag gerust gerekend worden tot een van de fraaiste banen van Nederland.

## Baan
De baan van Edese Golf Club Papendal is een heathlandbaan, gelegen in het droge stuwwallenlandschap van de Veluwezoom. De baan kent voor Nederlandse begrippen unieke hoogteverschillen en daarmee prachtige vista’s, ook op de omringende bossen. In de baan bevinden zich geen waterhindernissen. Om dat te compenseren zijn er ruim zestig bunkers aangelegd. Deze bunkers en ook de taaie rough, dwingen toch tot secuur spel.
Frank Pennink was de architect van de eerste negen holes (1984) en Joan Dudok van Heel heeft de tweede negen ontworpen (1992). In 2005–2008 heeft een ingrijpende renovatie van de baan plaatsgevonden. Vanaf het jaar 2013 laat de Baancommissie zich bij wijzigingen en aanpassingen adviseren door Michiel van der Vaart.

## Lidmaatschap
Het lidmaatschap van de Edese Golf Club Papendal staat open voor iedereen die graag wil golfen.
De vereniging telt 900 leden. Aan het begin van ieder jaar worden nieuwe leden aangenomen, afhankelijk van het aantal opzeggingen.

## Bekende pro's die begonnen zijn op de Edese Golf Club Papendal
- Anne van Dam